# 패치 아담스
《패치 아담스》(영어: Patch Adams)는 1998년 개봉한 미국의 코미디 드라마 영화로, 미국의 의사 겸 희극인인 헌터 도허티 “패치” 애덤스(Hunter Doherty “Patch” Adams)의 생애를 영화화하였다.

## 출연진
- 로빈 윌리엄스 - 패치 애덤스 역
- 모니카 포터 - 커린 피셔 역
- 대니얼 런던 - 트루먼 시프 역
- 필립 시모어 호프먼 - 미치 로먼 역
- 밥 건턴 - 딘 월컷 역
- 어마 P. 홀 - 졸레타 역
- 조지프 서머 - 이턴 의사 역
- 피터 카이오티 - 빌 데이비스 역
- 마이클 지터 - 루디 역
- 하브 프레즈넬 - 딘 앤던슨 역
- 리처드 카일리 - 타이턴 의사 역
- 해럴드 굴드 - 아서 멘덜슨 역
- 제임스 그린 - 바일 역